# Абарян, Александр Авакович
Алекса́ндр Ава́кович Абаря́н (арм. Աբարյան Ալեքսանդր Ավագի; 14 [27] декабря 1897, Дербент, Дагестанская область — 25 января 1967, Ленинакан, Армянская ССР) — армянский советский театральный режиссёр. Заслуженный деятель искусств Армянской ССР. Заслуженный деятель искусств Грузинской ССР (1943).

## Биография
Александр Абарян родился 14 (27) декабря 1897 года в Дербенте.
В 1922 году начал свой творческий путь в качестве актёра в Кисловодском театре, затем актёр и режиссёр в армянских театрах Баку и в других городах. С 1938 по 1943 год работал главным режиссёром армянского театра Тбилиси. В 1943 году был удостоен почётного звания заслуженный деятель искусств Грузинской ССР. С 1946 по 1953 год работал главным режиссёром Ленинаканского театра. С 1953 года режиссёр армянского театра Тбилисского армянского драматического театра. Член КПСС.
Александр Абарян умер в Ленинакане 25 января 1967 года. Похоронен в Тбилиси.

## Награды
- орден «Знак Почёта» (24 февраля 1941)[2]
- Заслуженный деятель искусств Армянской ССР
- Заслуженный деятель искусств Грузинской ССР (1943)

## Театральные постановки
В Тбилиси:
- 1934 — «Интервенция» Л. И. Славина
- 1936 — «Аристократы» Н. Ф. Погодина
- 1936 — «Шах-наме» Джанана
- 1938 — «Враги» М. Горького
- 1942 — «Русские люди» К. М. Симонова

В Ленинакане:
- 1947 — «Разорённый очаг» Г. М. Сундукяна
- 1951 — «Таланты и поклонники» А. Н. Островского